# L. H. Chappell
Lucius Henry Chappell (* 1853 in Macon, Georgia; † 14. November 1928) war ein US-amerikanischer Politiker.

## Leben
Lucius H. Chappell war ein Sohn des Politikers Absalom Harris Chappell und dessen Frau Loretta Rebecca (geborene Lamar). Der Politiker Mirabeau B. Lamar war sein Onkel mütterlicherseits. Zu seinen Geschwistern zählten unter anderem J. Harris Chappel, der der erste Präsident des Georgia Normal & Industrial College for Women in Milledgeville, Georgia war, sowie der Politiker Thomas J. Chappell.
Von 1870 bis 1874 studierte er an der University of Georgia und wurde anschließend in Columbus, Georgia beruflich tätig. Chappell bekleidete für insgesamt 12 Jahre das Amt des Bürgermeisters von Columbus. Nämlich in den Jahren von 1898 bis 1907 sowie erneut in den Jahren 1912 und 1913.
Er war seit 1891 mit Cynthia Kent Hart (1872–1948) verheiratet. Aus der Ehe gingen sieben Kinder, vier Töchter und drei Söhne, hervor. Dem Beispiel ihres Vaters folgend, wurden zwei von ihnen ebenfalls in Columbus im öffentlichen Dienst tätig. Sein Sohn Bently Hart Chappell (1892–1968) wurde Staatsanwalt der Stadt (City attorney). Seine Tochter Loretto Chappell (1895–1987) wurde Bibliothekarin und leitete mehrere Jahrzehnte die öffentliche Bibliothek der Stadt. Als solche nahm sie eine wichtige Rolle bei der Gründung des Columbus College Archives, dem späteren Columbus State University Archives ein. Sein Sohn Lucius Henry Chappell junior (1905–1980) hingegen, schlug eine Karriere in der United States Navy ein.